# Paragomphus fritillarius
Paragomphus fritillarius är en trollsländeart som först beskrevs av Selys 1892.  Paragomphus fritillarius ingår i släktet Paragomphus och familjen flodtrollsländor. IUCN kategoriserar arten globalt som livskraftig. Inga underarter finns listade i Catalogue of Life.